# Accordo di Simla (1972)
L'accordo di Simla fu un trattato internazionale siglato il 2 luglio 1972 a Simla tra i governi di India e Pakistan, che pose fine allo stato di ostilità esistente tra le due nazioni come conseguenza della precedente guerra indo-pakistana del 1971. Firmatari del trattato furono il primo ministro dell'India Indira Gandhi e il presidente del Pakistan Zulfiqar Ali Bhutto.

## Storia
La guerra indo-pakistana del 1971 aveva visto le forze indiane intervenire in favore dei guerriglieri bengalesi del Mukti Bahini, insorti in armi fin dal marzo 1971 contro il governo pakistano per affermare l'indipendenza della regione del Pakistan orientale (l'odierno Bangladesh). Il conflitto indo-pakistano, che dopo settimane di scaramucce di frontiera era esploso in tutta la sua forza a partire dal 3 dicembre 1971, si era concluso con una netta vittoria delle forze di Nuova Delhi: mentre a occidente gli scontri tra indiani e pakistani lungo l'intera linea di frontiera dal Kashmir al Gujarat avevano portato per entrambi i contendenti solo a limitate avanzate e ridotte conquiste territoriali, a oriente le forze indo-bengalesi avevano completamente travolto la guarnigione del Pakistan orientale fino a occupare l'intera regione. La perdita totale del Pakistan orientale convinse quindi il governo di Islamabad a siglare un cessate il fuoco la sera del 17 dicembre, ponendo fine agli scontri.
Il nuovo governo del presidente Zulfiqar Ali Bhutto, salito al potere dopo le dimissioni del suo predecessore Yahya Khan, si affrettò quindi a intavolare trattative di pace con gli indiani per addivenire a una composizione della disputa e ottenere, in particolare, il rientro dei più di 90.000 prigionieri di guerra catturati nel Pakistan orientale. Dopo lunghi negoziati, il 2 luglio 1972 India e Pakistan siglarono quindi l'accordo di Simla.
Dopo un richiamo generale ai principi guida delle Nazioni Unite, le due nazioni convennero sulla necessità di risolvere le loro pluridecennali dispute per via pacifica e tramite negoziati bilaterali, basati sul rispetto dell'integrità territoriale reciproca e sulla non ingerenza negli affari interni del vicino. Nell'accordo India e Pakistan decisero quindi di ripristinare tra loro le normali comunicazioni postali e telegrafiche, gli scambi commerciali e scientifici e i viaggi turistici. Fu deciso che entrambe le nazioni avrebbero ritirato entro 30 giorni dalla stipula del trattato le proprie truppe dai territori occupati, nel corso della guerra, sul fronte occidentale, ristabilendo il confine internazionale esistente allo scoppio delle ostilità. Nella regione del Kashmir, dove non esisteva alcun confine riconosciuto da entrambe le nazioni, la linea del fronte esistente al momento del cessate il fuoco del 17 dicembre 1971 fu eletta a stabile demarcazione tra India e Pakistan con il nome di "Linea di controllo" (Line of Control o LOC), cosa che comportò un modesto guadagno territoriale per l'India. Benché si specificasse che la LOC non costituiva un confine internazionale (onde salvaguardare le reciproche rivendicazioni territoriali nella regione, la cui definizione fu rimandata a successivi accordi), entrambe le parti sancirono la sua inviolabilità per mezzo della forza.
La speranza che l'accordo di Simla potesse portare a una definizione dell'annosa questione della spartizione del Kashmir si rivelò effimera: la mancanza di una chiara linea di demarcazione nell'impervia zona del ghiacciaio Siachen portò ben presto a una nuova guerra tra India e Pakistan, che benché su scala molto più ridotta rispetto al conflitto del 1971 sancì l'impossibilità di addivenire a una risoluzione definitiva della questione del Kashmir.